# Guixers
Guixers (spanisch Guixes) ist eine spanische Gemeinde (municipio) der Provinz Lleida im Innern der autonomen Region Katalonien. Guixers hat 134 Einwohner (Stand: 2024). Die Gemeinde besteht neben Guixers aus den Ortschaften La Casa Nova de Valls, Castelltort, La Corriu, Montcalb, Sisquer und Villamantells.

## Lage
Guixers liegt etwa 100 Kilometer ostnordöstlich von Lleida und etwa 100 Kilometer nordnordwestlich von Barcelona in den Pyrenäen in einer Höhe von ca. 845 m. 

## Bevölkerungsentwicklung
| Jahr        | 1900 | 1950 | 1970 | 1981 | 1991 | 2001 | 2011 | 2021 |
| ----------- | ---- | ---- | ---- | ---- | ---- | ---- | ---- | ---- |
| Einwohner   | 424  | 521  | 238  | 168  | 152  | 155  | 134  | 126  |
| Quelle: INE |      |      |      |      |      |      |      |      |

## Sehenswertes
- Burgruine von Castelltort

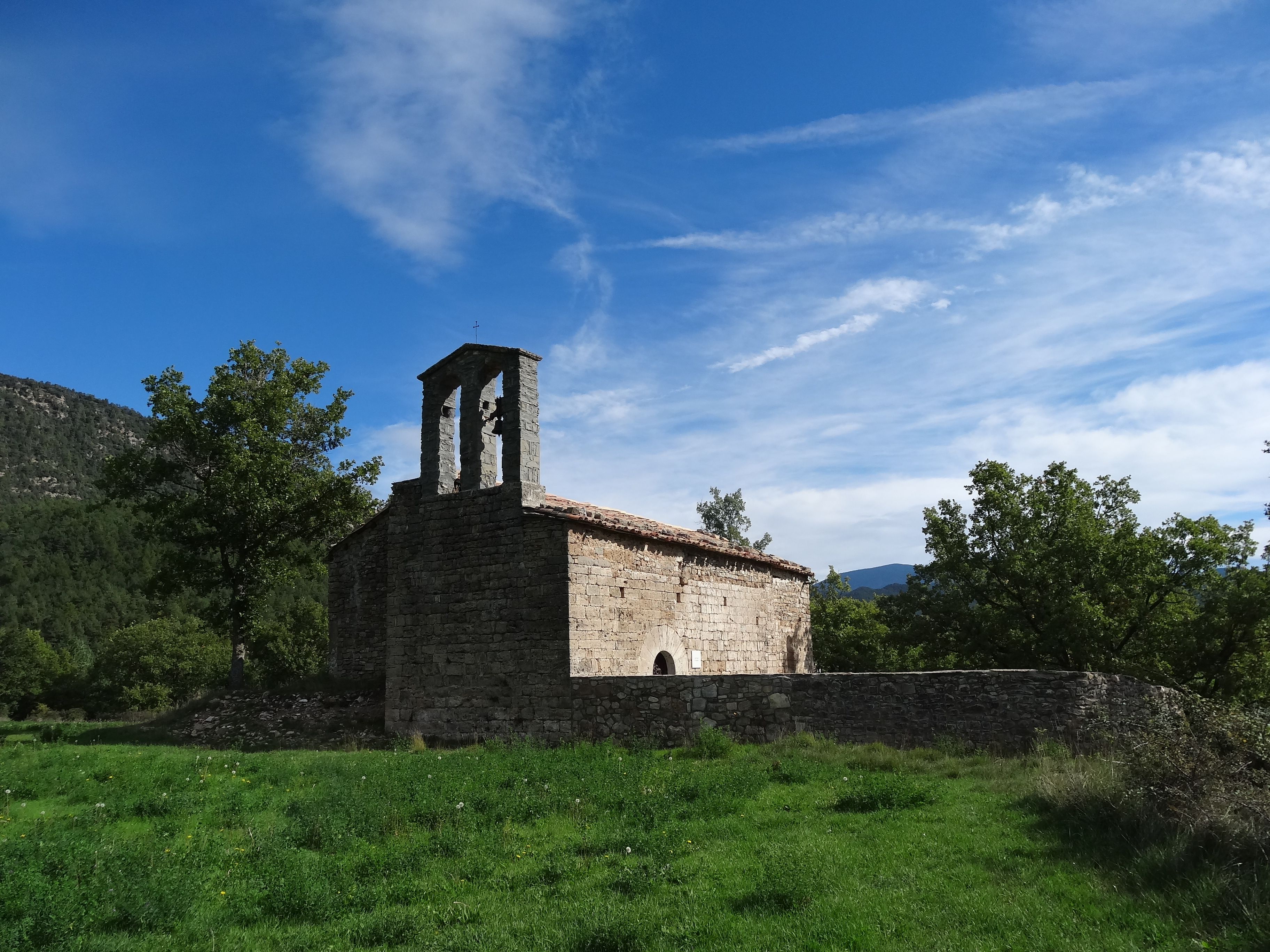
Martinskapelle
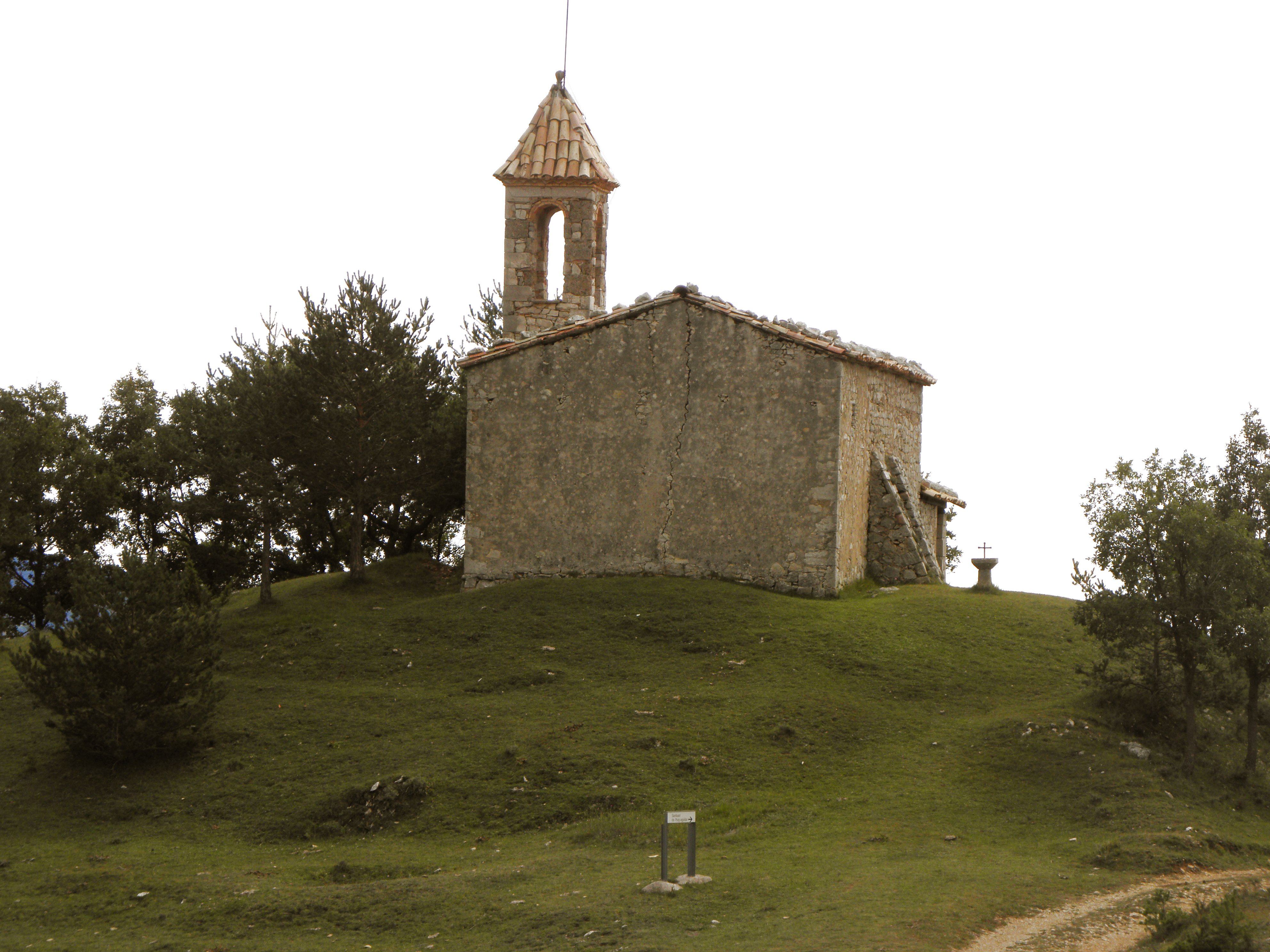
Marienheiligtum
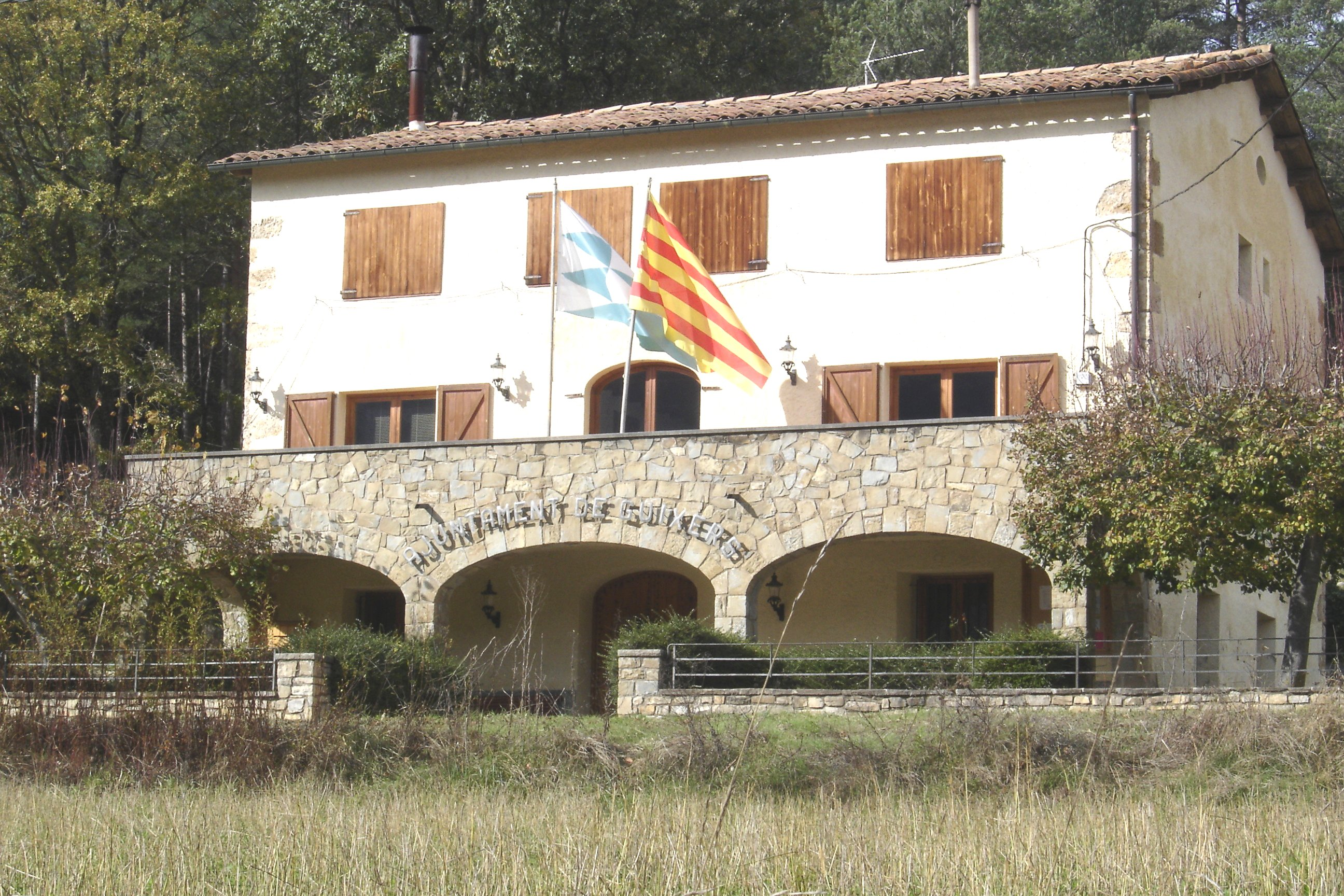
Rathaus

- Martinskapelle
- Marienheiligtum
- Rathaus